# Débora Bloch
Débora Bloch (Belo Horizonte, 29 de mayo de 1963) es una actriz y directora brasileña, activa en teatro, televisión y cine desde principios de la década de 1980. Es conocida por su versatilidad en sus papeles, que varían entre la comedia y el drama. Ha recibido varios premios, incluidos cuatro Premios APCA, un Trofeo de Prensa, un Premio Shell y dos Premios Calidad Brasil, además de haber recibido una nominación al Grande Otelo y tres nominaciones al Premio Guaraní.
Luego de estudiar actuación en el Teatro Ipanema, comenzó su carrera con personajes en teatro y televisión. Al principio de su trabajo en televisión, obtuvo un papel importante en una telenovela de horario estelar, Sol de Verão, en 1982, ganando el Premio APCA y siendo nominada al Trofeo Imprensa a la Revelación del Año por su actuación. Obtuvo buena crítica en el cine en 1984, con sus actuaciones en las películas Bete Balanço y Noites do Sertão, que le valieron premios en los principales festivales de cine del país, incluido el Festival de Gramado y el Festival de Brasilia.
Bloch se consagró en el humor con sus variados personajes en el programa TV Pirata, que fue líder de audiencia entre 1988 y 1992. Regresó a las telenovelas en 1996 como la villana Teodora en Salsa e Merengue, su actuación le valió el Trofeo de la Prensa a la Mejor Actriz. En 2010, fue nominada por la Academia Brasileña de Cine al Gran Otelo a la Mejor Actriz por su actuación en À Deriva. También ha alcanzado el éxito con sus personajes televisivos en Camino de las Indias (2009), Cordel Encantado (2011), Avenida Brasil (2012), Sete Vidas (2015) y más recientemente en Segunda Chamada (2019-2021), lo que le valió su cuarto Premio APCA.
Recientemente, interpretó a la firme y egoísta Deodora, esposa del coronel Tertúlio Aguiar (personaje de José de Abreu) y una de las antagonistas de la telenovela de las seis Mar do Sertão (2022-2023).

## Filmografía

### Teleseries
| Año     | Título                             | Personaje                                   |
| ------- | ---------------------------------- | ------------------------------------------- |
| 1981    | Jogo da Vida                       | Lívia                                       |
| 1982    | Sol de Verão                       | Clara                                       |
| 1986    | Cambalacho                         | Ana Machadão                                |
| 1989    | La Intrusa (Chile)                 | Javiera Fabres                              |
| 1994    | Confesiones de adolescentes        | Dra. Raquel Goldenstein                     |
| 1994    | As Pupilas do Senhor Reitor        | Guida                                       |
| 1999    | Andando nas Nuvens                 | Júlia Montana                               |
| 2005    | A Lua me Disse                     | Maria Dorotéia Sá Marques Dantas (Madô)     |
| 2006    | JK                                 | Dora Amar                                   |
| 2007    | Amazônia, de Galvez a Chico Mendes | Beatriz                                     |
| 2008    | Queridos Amigos                    | Helena Fernandes Moretti (Lena)             |
| 2009    | India, una historia de amor        | Sílvia Cadore                               |
| 2010    | Separação?!                        | Karin Vianna                                |
| 2011    | Cuento encantado                   | Duquesa Úrsula de Bragança Avila de Serafia |
| 2012    | Avenida Brasil                     | Verônica Magalhães Queirós                  |
| 2013    | Saramandaia                        | Risoleta Camargo                            |
| 2015    | Partes de mí                       | Lígia Fiúza Macedo                          |
| 2016    | Justicia                           | Elisa de Almeida                            |
| 2018    | Treze Dias Longe do Sol            | Gilda P. Ribeiro                            |
| 2018    | Onde Nascem os Fortes              | Rosinete Gouveia                            |
| 2019–21 | Segunda Chamada                    | Maestra Lúcia Marques Rocha                 |
| 2025    | Vale Tudo                          | Odete Almeida Roitman                       |

### Cine
| Año  | Título                          | Personaje       |
| ---- | ------------------------------- | --------------- |
| 1984 | Bete Balanço                    | Bete            |
| 1984 | Noites do Sertão                | Maria da Glória |
| 1984 | Patriamada                      |                 |
| 1985 | Sonho sem Fim                   | Clara           |
| 1988 | O Grande Mentecapto             |                 |
| 1994 | Veja Esta Canção                | Drão            |
| 1995 | Felicidade É...                 | Maria           |
| 1997 | A Ostra e o Vento               | Madre           |
| 2000 | Bossa Nova                      | Tânia           |
| 2001 | Caramuru - A Invenção do Brasil | Isabelle        |
| 2009 | À Deriva                        | Clarice         |